# マイベスト
マイベスト（mybest）は、東京都中央区に本社をおくインターネット企業で、同社が運営する商品比較サービスの名称。LINEヤフー（ソフトバンクグループ）の連結子会社である。

## 概要
2016年に大和証券・カカクコム出身の吉川徹が設立し、サービス運営を開始した。
家電・パソコン・コスメ・生活雑貨・DIY・アウトドア・食品・投資・借入・保険・格安SIMなど様々なジャンルの商品やサービスを、専門家監修の下で実際にスタッフが調査・検証してランキング化しており、Amazonや楽天市場・Yahoo!ショッピングなど大手ECサイトと接続し、インターネット上で商品レビュー及び価格比較サービスを提供している。
2020年に、Zホールディングス（現・LINEヤフー）と資本業務提携を結び、連結子会社となっている。
2023年現在、月間ユーザー数は3,000万人以上、アメリカ・インドネシア・台湾・タイ・ベトナム・ブラジル・イギリス・フィリピンなど海外にも展開されている。

## 沿革
- 2016年 - 専門家の愛用品やおすすめ商品を紹介するコンテンツを開始[7]
- 2017年
  - mybest台湾・mybestタイ・mybestインドネシア 展開開始[7]
  - mybestフィリピン 展開開始[7]
  - 本店を江東区豊洲から中央区築地に移転[8]
- 2018年
  - mybestベトナム・mybestアメリカ 展開開始[7]
  - 比較検証コンテンツの提供を開始[7]
  - 中央区築地内で2度目の移転[8]
  - mybestブラジル 展開開始[7]
- 2019年 - mybestイギリス 展開開始[7]
- 2020年
  - 中央区築地内で3度目の移転[8]
  - Zホールディングス（現LINEヤフー）と資本業務提携を発表[9]
- 2021年 
  - 「MONOQLO」「家電批評」で編集長を務めた浅沼伊織が制作部長に就任[10]
  - 「mybest AWARD」を開始[11]
- 2022年 - 株式会社エコノミクスデザインの坂井豊貴らと商品・サービスの新たな評価手法を設計・開発[12]
- 2023年 - 中央区築地内で4度目の移転[13]
- 2024年 
  - iOSアプリをリリース[14]
  - 「mybest GPT」を提供開始[15]
  - 「マイベマガジン」展開開始[16]
  - Androidアプリをリリース[17]

## サービス
日本で展開されている「マイベスト」は37項目にカテゴリー分けされており、同社施設で比較検証を行った商品のランキングに加え、売れ筋商品のランキングや、個別の商品検証レビュー、タレント・インフルエンサーによる商品紹介コンテンツなどがある。
社内に多くの検証機材や施設・倉庫を備えているのも特徴で、「ガイド」と呼ばれる専門知識を持った社員を採用して比較検証を実施しており、同社が比較検証した商品は2023年11月時点で約2,000ジャンル、商品購入に月間平均1,000万円を費やし、累計購入数は3万個以上に及ぶ。
商品・サービスに対する検証評価手法は、経済学者でもある坂井豊貴らと社会選択理論を応用して設計・開発し、その方法はマイベストの制作・運営ポリシーでも公表されている。各検証項目に対する満足度を段階化し、それらの評点を足し上げて平均するのではなく、掛け合わせて平均する「幾何平均」で算出しており、「1項目でも致命的な欠点があり評点が著しく悪い商品は、総合評点が低くあるべき」という思想に基づく（2024年に特許取得）。また、検証項目ごとに評点化しているため、ユーザーは検証項目ごとのランキングに切り替えたり、好みの条件順で商品を絞り込んだり、コストパフォーマンスで並び替えたりすることができる。将来的にはユーザーの嗜好ごとにパーソナライズ化し「ユーザーが最適な選択を出来る状態にする」としている。
これらは個人の主観により評点化する「絶対評価」ではなく、各商品を同じ検証軸で比較し評点化する「相対評価」を行い、その結果を自社データベース化し公開しているため、企業側の働きかけでランキング順位が左右されず、中立性が保たれている。その結果、認知度が低い商品でも高い評点を得ることも多く、ランキング上位に紹介された直後から商品の売上が伸びる「マイベスト売れ」ともいえる現象も発生。マイベストを経由した流通金額は2022年時点で月間64億円以上とされる。